# Педра-Азул
Педра-Азул (порт. Pedra Azul) — муниципалитет в Бразилии, входит в штат Минас-Жерайс. Составная часть мезорегиона Жекитиньонья. Входит в экономико-статистический  микрорегион Педра-Азул. Население составляет 24 746 человек на 2006 год. Занимает площадь 1618,686 км². Плотность населения — 15,3 чел./км².

## История
Город основан 1 июня 1912 года. 

## Статистика
- Валовой внутренний продукт на 2003 год составляет 73 024 976,00 реалов (данные: Бразильский институт географии и статистики).
- Валовой внутренний продукт на душу населения на 2003 год составляет 3014,57 реалов (данные: Бразильский институт географии и статистики).
- Индекс развития человеческого потенциала на 2000 год составляет 0,660 (данные: Программа развития ООН).